# Vereinstaler

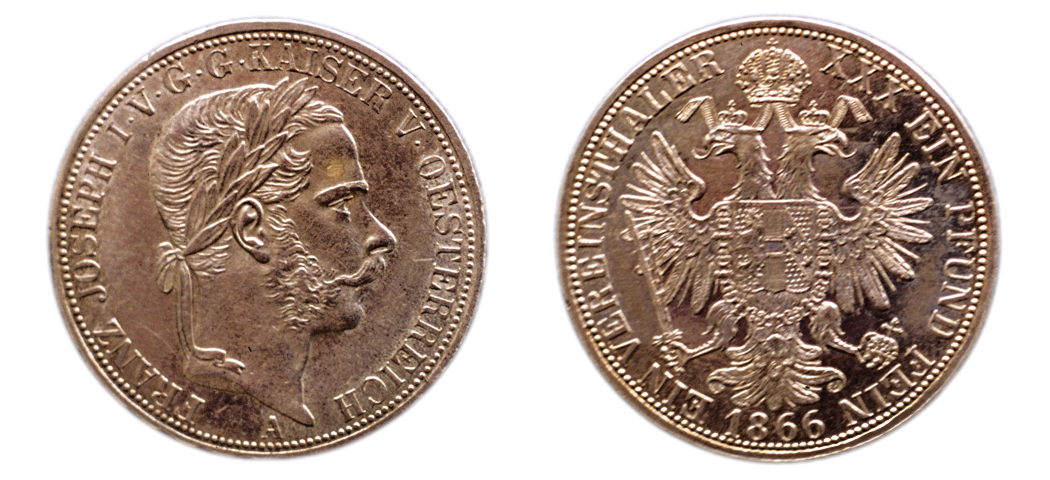
Österreichischer Vereinstaler von 1866

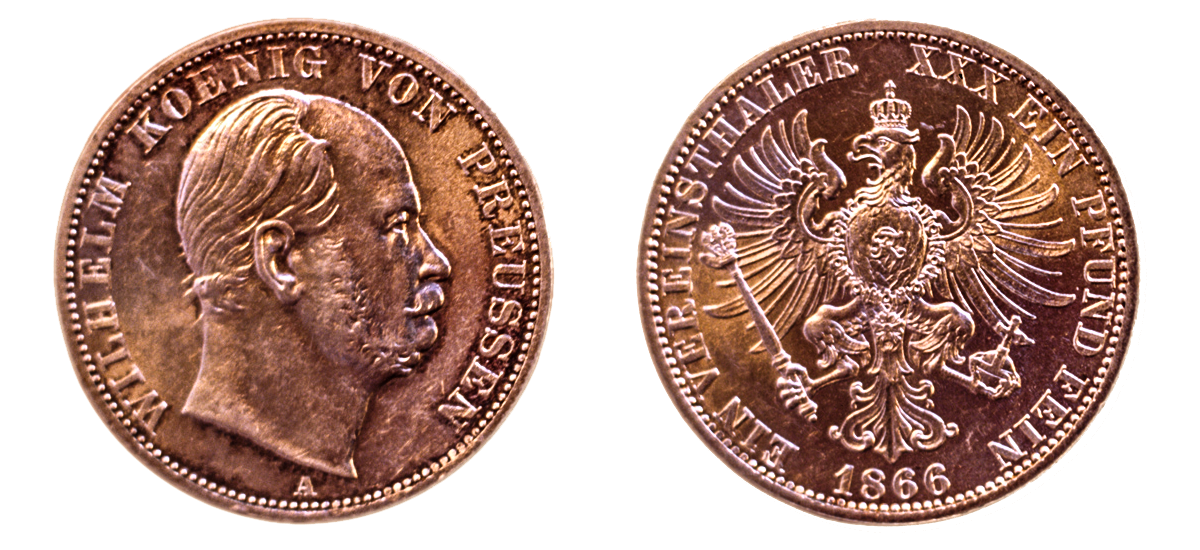
Preußischer Vereinstaler von 1866

Der einfache und doppelte Vereinstaler (Schreibweise bis 1901 Vereinsthaler) waren die gemeinsamen Silbermünzen der Mitgliedstaaten des Deutschen Zollvereins und zugleich die letzten deutschen Talermünzen. Geschaffen durch den Wiener Münzvertrag von 1857, waren sie die Hauptkurantmünzen zur Zeit des Silberstandards bis 1871.
30 einfache Vereinstaler wurden aus einem Zoll- oder Neu-Pfund Feinsilber zu 500 g geprägt. Bei einem Feingehalt von 900/1000 betrug das Feingewicht 16,666 g oder in damaligem Gewicht 1 Neu-Lot. 1 Taler entsprach in Preußen 30 Silbergroschen à 12 Pfenni(n)gen, in Sachsen 30 Neu-Groschen à 10 (Neu-)Pfennigen, in Hessen-Kassel 30 Silbergroschen à 12 Heller. In den süddeutschen Staaten, wo der Gulden die Basiswährung war, war der Taler in die Gulden-Untereinheiten schlecht umrechenbar – was auch umgekehrt galt, z. B. Bayern: 1 Vereinstaler = 1 3⁄4 Gulden = 105 Kreuzer, der Gulden zu 60 Kreuzern à 4 Pfennig oder 8 Heller; Österreich-Ungarn: 1 Vereinstaler = 1 1⁄2 Gulden, der Gulden zu 60 Kreuzer und später ab 1857 100 Neu-Kreuzer. Neben den Taler- und Guldenumlaufprägungen gibt es auch zahlreiche Gedenkmünzen. Letztere besitzen die Wert- bzw. Gewichtsangabe oftmals z. B. nur in Form einer Randschrift – wie XXX (= Zählmaß) ein Pfund fein(es Silber).
Das Münzgesetz von 1873 wies dem Vereinstaler den Wert von 3 Mark zu. Er blieb bis zu seiner Außerkurssetzung 1907 ein unbeschränktes gesetzliches Zahlungsmittel. Im Gegensatz dazu waren die Silbermünzen des Kaiserreichs nur Scheidemünzen. Der Vereinstaler lebte in den 1908 eingeführten 3-Mark-Stücken bis in die Zeit der Weimarer Republik fort.
Von 2002 bis 2010 entsprach das Silber-Feingewicht der deutschen 10-Euro-Gedenkmünzen (fein 16,65 g, rau 18,0 g bei 925/1000) fast dem des Vereinstalers (fein 16,666 g, rau 18,52 g bei 900/1000) bei gleichem Durchmesser von rund 33 mm. Seit 2016 gibt es eine 20-Euro-Gedenkmünze mit denselben Maßen und demselben Silbergehalt der 10-Euro-Gedenkmünze. Der Silbergehalt der 20-Euro-Münze entspricht damit auch wieder fast exakt dem Silbergehalt des Vereinstalers.

## Geschichte

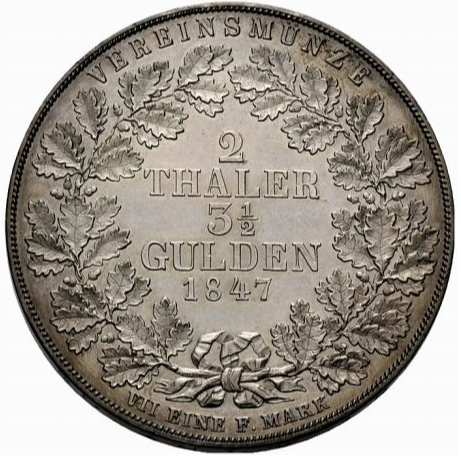
Vereinsmünze von Waldeck und Pyrmont mit Wertangabe 2 / THALER / 3½ / GULDEN und Jahreszahl 1847 (sogenannte Dicke Emma)

Mit dem Dresdner Münzvertrag vom 30. Juli 1838 wurde der Doppeltaler = 3 1⁄2 Gulden als einheitliche „Vereinsmünze“ des Deutschen Zollvereins geschaffen, jedoch noch nicht unter dem Namen „Vereinstaler“. Der Doppeltaler besaß Gültigkeit in den süddeutschen Zollvereinsstaaten sowie im Königreich Preußen, im Königreich Sachsen, im Kurfürstentum Hessen und in den thüringischen Herzogtümern und Fürstentümern. Grundlage der Währung war das Silber. Sieben Doppeltaler entsprachen einer „Feinen Mark“ (233,8555 g), hier der „preußischen“ Kölner Feinen Mark. Damit waren das preußische Münzsystem mit 14 Talern (Graumannscher Münzfuß) und das süddeutsche Guldensystem mit 24 1⁄2 Gulden aus einer „Feinen Mark Silber“ in Form dieser gemeinsamen realen Umlaufmünze zusammengeführt, wobei die Talerländer im Münzgepräge den Wertschriftzug mit „2 Taler = 3 1⁄2 Gulden“ auf der Vereinsmünze begannen und die Guldenländer es mit „3 1⁄2 Gulden = 2 Taler“ andersherum ausführten. Dieser gemeinsame Doppeltaler erhielt im Volksmund auf Grund seiner großen Abmessung den ironischen Namen „Champagnertaler“ und war allgemein nicht sonderlich beliebt. Er galt rund 7 1⁄2 französische Franc international. Bis 1853 traten dem Dresdner Münzvertrag unter anderem noch Anhalt, Oldenburg, das Herzogtum Braunschweig und das Königreich Hannover bei.

Vereinsmünze von 1855

Seit 1838 gab es somit schon fast eine einheitliche deutsche Währung, da ja ein „norddeutscher“ Doppeltaler = 3 1⁄2 Gulden „süddeutsch“ = 3 Gulden „österreichisch“ entsprach. Das praktische Problem bestand nur darin, dass das kleine Scheidegeld (Heller, Pfennige, Kreuzer, Groschen) der Taler- und Guldenländer häufig nur mit „Umwechselverlust“ gegeneinander umtauschbar war und dass dazu noch viele ältere, noch nicht verrufene Kleinmünzen des 18. Jahrhunderts umliefen, die wertmäßig auf älteren Münzfüßen beruhten und daher mit der „neuen“ Zollvereinswährung ab 1838 nicht direkt wertmäßig vergleichbar waren. Auch wurden diese älteren Scheidemünzen in den anderen Zollvereinsländern teilweise auch ganz abgewiesen.
Zusätzlich liefen noch ältere Kurantmünzen, wie z. B. Kronentaler oder Taler und Gulden nach dem bis dahin geltenden 13 1⁄3-Taler-Fuß sowie gültige französische, niederländische und österreichische Münzen um, deren Kurse zur Vereinsmünze in Valvationstabellen festgelegt war. Ab etwa 1840 wurden jedoch die „neuen“ Kurantteilstücke der jeweiligen (Länder-)Vereinsmünze, wie einfache Taler, Dritteltaler, Sechsteltaler, halbe, einfache oder doppelte Gulden, die unterhalb des Nominalwertes der gemeinsamen Vereinsmünze lagen, unabhängig vom Emittenten überall im Zollverein akzeptiert, obwohl sie nicht extra im Gepräge das Wort „Vereinsmünze“ trugen. Sie entsprachen relativ zu ihrem Nominalwert dem Münzfuß der gemeinsamen Vereinsmünze, z. B. war ein 1⁄3 Taler sächsisch-courant genau 35 Kreuzer süddt. oder 1⁄6 Taler preußisch-courant genau 17 Kreuzer und 2 Pfennig süddt. wert. Zur Handelserleichterung gab es außerdem praktische Umrechnungstabellen für die Währungen der Länder mit norddeutschem Talermünzfuß, mit Bremer und Hamburger Münzfuß und denen mit süddeutschem bzw. österreichischem Guldenmünzfuß, die bis auf Pfennigbruchteile genau waren und zusätzlich noch Kurstabellen über häufige Goldmünzen enthielten, z. B. Friedrich d’or und Dukaten.

## Einführung des Vereinstalers

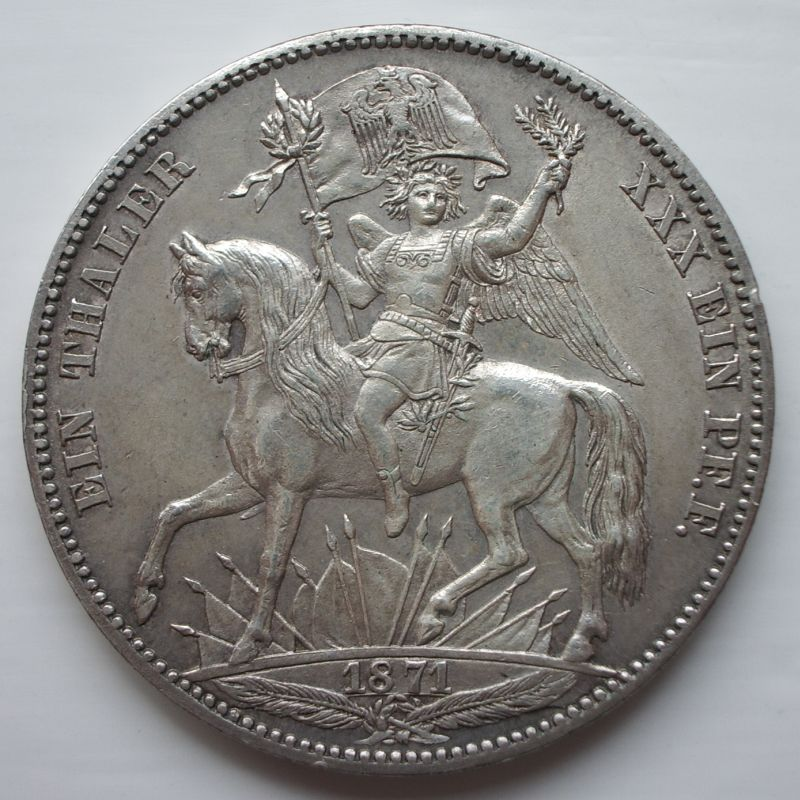
Sächsischer Vereinstaler von 1871 als Gedenkmünze anlässlich des gewonnenen Deutsch-Französischen Kriegs

Der Wiener Münzvertrag vom 24. Januar 1857 bezog schließlich auch das Kaisertum Österreich sowie fast alle weiteren Zollvereinsstaaten in die Münzunion ein.
Als Hauptsilbermünzen wurden der einfache und doppelte Vereinstaler anstelle der bisherigen „Vereinsmünze“ festgelegt, die nun auch in den Guldenländern im jeweiligen landestypischen Design eingeführt wurden. Der neue Münzfuß war das Zoll- oder Neu-Pfund zu 30 Neu-Lot oder 500 Gramm. Der Unterschied der Silberfeingewichte zwischen den älteren Talern und Gulden auf Markgewichtsbasis (geprägt ab 1750 bis 1856) zu den neuen auf Zollpfundbasis (ab 1857) war z. B. bei den einfachen Talern mit 16,704 g zu 16,666 g nur minimal, so dass es im praktischen Geldverkehr zu keinem Geld-Kursunterschied zwischen den alten „Vereinsmünzen“ und den neuen „Vereinstalern und -gulden“ kam.
Zusätzlich wurde noch eine goldene Vereinskrone (50 ein Pfund fein) und eine halbe Vereinskrone (100 ein Pfund fein) vertraglich eingeführt und von vielen Ländern geprägt; allerdings in meist nur geringer Stückzahl. Diese Vereins-Goldkrone wurde nicht zur Basis der 1871 eingeführten Mark im Deutschen Reich oder der 1892 eingeführten Krone in Österreich.
Mit dem Ausscheiden von Österreich und dem Ende des Deutschen Bundes nach der Niederlage im Deutschen Krieg 1866 endete die österreichische Talerprägung. Auf dem Gebiet des späteren Deutschen Reichs wurden noch bis zur Einführung der Mark im Jahr 1871 Vereinstaler für den Umlauf geprägt. Der letzte Doppel-Vereinstaler war eine Gedenkmünze anlässlich der goldenen Hochzeit des sächsischen Königspaars im Jahr 1872.
Ab 1871 passte der Vereinstaler als Silber-Kurantmünze nicht mehr in das Mark-System mit seinem Goldstandard. Die Zweitaler-Stücke deutschen Gepräges wurden am 15. November 1876 in Deutschland ungültig, die österreichischen Vereinstaler am 1. Januar 1901. Die einfachen Vereinstaler deutschen Gepräges sowie die älteren einfachen Taler nach dem alten von Martin Kröncke entwickelten 14-Taler-(Mark-)Münzfuß sogar ab 1750 (!) blieben bis zum 1. Oktober 1907 als gesetzliche Zahlungsmittel im Wert von 3 Mark gültig. Der Taler war in der Bevölkerung derart populär, dass ab 1908 bis in die Zeit der Weimarer Republik Reichsmünzen im Wert von 3 Mark geprägt wurden.

## Länder mit Vereinstalerprägung
Der Feingehalt betrug für Vereinstaler 16,667 g, für Doppeltaler 33,408 g. Abweichungen davon sind angegeben.
| Länder mit Vereinstalerwährung                                    | Prägezeit                                              | Prägezeit                                  | Münzstätten                                                    | Randschrift                                                         |
| Länder mit Vereinstalerwährung                                    | Vereinstaler                                           | Doppeltaler                                | Münzstätten                                                    | Randschrift                                                         |
| ----------------------------------------------------------------- | ------------------------------------------------------ | ------------------------------------------ | -------------------------------------------------------------- | ------------------------------------------------------------------- |
| Herzogtum Anhalt                                                  | 1858–1869                                              | 1839–1855                                  | Berlin                                                         | GOTT SEGNE ANHALT                                                   |
| Großherzogtum Baden                                               | 1857–1871                                              | 1841–1855                                  | Karlsruhe                                                      | MÜNZVERTRAG VOM 24 JANUAR 1857                                      |
| Königreich Bayern                                                 | 1857–1871                                              | 1837–1869                                  | München                                                        | XXX EIN PFUND FEIN bzw. GOTT SEGNE BAYERN                           |
| Herzogtum Braunschweig                                            | 1858–1871                                              | 1842–1856                                  | Braunschweig bis 1859; Hannover ab 1864                        | NEC ASPERA TERRENT                                                  |
| Freie Stadt Frankfurt                                             | 1857–1865                                              | 1841–1855 1860–1866 (Feingehalt: 33,333 g) | Frankfurt am Main                                              | STARK IM RECHT                                                      |
| Königreich Hannover                                               | 1857–1866                                              | 1854–1855 1862–1866 (Feingehalt: 33,333 g) | Hannover                                                       | NEC ASPERA TERRENT                                                  |
| Kurfürstentum Hessen (inoffiziell Hessen-Kassel)                  | 1858–1865                                              | 1840–1855 (Feingehalt: 33,41 g)            | Kassel                                                         | GOTT MIT UNS                                                        |
| Großherzogtum Hessen (inoffiziell Hessen-Darmstadt)               | 1857–1871 (Feingehalt: 16,67 g)                        | 1839–1854 (Feingehalt: 33,41 g)            | Darmstadt                                                      | MÜNZVERTRAG VOM 24 JANUAR 1857                                      |
| Fürstentum Hohenzollern-Hechingen                                 | –                                                      | 1844–1846                                  | Stuttgart                                                      | CONVENTION VOM 30 JULY 1838                                         |
| Fürstentum Hohenzollern-Sigmaringen                               | –                                                      | 1841–1847                                  | Stuttgart                                                      | CONVENTION VOM 30 JULY 1838                                         |
| Fürstentum Lippe                                                  | 1860 und 1866                                          | 1843                                       | Berlin                                                         | MÜNZVERTRAG VOM 24 JANUAR 1857                                      |
| Fürstentum Liechtenstein                                          | –                                                      | 1862                                       | Wien                                                           | KLAR UND FEST                                                       |
| Großherzogtum Mecklenburg-Schwerin                                | 1848 (Taler, Feingehalt:16,704 g); 1864 (Vereinstaler) | –                                          | Berlin                                                         |                                                                     |
| Großherzogtum Mecklenburg-Strelitz                                | 1870                                                   | –                                          | Berlin                                                         | GOTT SCHIRME MECKLENBURG                                            |
| Herzogtum Nassau                                                  | 1859–1864                                              | 1840–1854 1860 (Feingehalt 33,333 g)       | Wiesbaden                                                      | MÜNZVERTRAG VOM 24 JANUAR 1857                                      |
| Großherzogtum Oldenburg                                           | 1846 (Feingehalt: 16,704 g) 1858–1866                  | 1840 (33,408 g)                            | Hannover; Wiesbaden (Doppeltaler)                              | EIN GOTT EIN RECHT EINE WAHRHEIT                                    |
| Kaisertum Österreich                                              | 1857–1867                                              | 1857–1867                                  | Wien (alle Doppeltaler); Kremnitz; Karlsburg; Mailand; Venedig | MIT VEREINTEN KRAEFTEN                                              |
| Königreich Preußen                                                | 1857–1871                                              | 1839–1856 1858–1871 (Feingehalt: 33,333 g) | Berlin; Hannover (ab 1866); Frankfurt (ab 1866)                | GOTT MIT UNS                                                        |
| Fürstentum Reuß älterer Linie (Reuß-Greiz)                        | 1858–1868                                              | 1840–1854                                  | Berlin                                                         | OMNIA CUM DEO                                                       |
| Fürstentum Reuß jüngerer Linie (Reuß-Lobenstein-Ebersdorf)        | –                                                      | 1848                                       | Berlin                                                         | MÜNZVERTRAG VOM 24 JANUAR 1857 bzw. ICH BAU AUF GOTT                |
| Königreich Sachsen                                                | 1839–1856 (Feingehalt: 16,704 g) 1857–1871             | 1839–1856 1857–1861 (Feingehalt: 33,333 g) | Dresden                                                        | GOTT SEGNE SACHSEN                                                  |
| Herzogtum Sachsen-Altenburg                                       | 1841 (Feingehalt: 16,704 g) 1858–1869                  | 1841–1852                                  | Dresden                                                        | GOTT SEGNE SACHSEN                                                  |
| Großherzogtum Sachsen-Weimar-Eisenach                             | 1841 (Feingehalt: 16,704 g) 1858–1870                  | 1840–1855 (Feingehalt: 33,408 g)           | Berlin                                                         | GOTT UND RECHT                                                      |
| Herzogtum Sachsen-Coburg und Gotha                                | 1841–1852 (Feingehalt: 16,704 g) 1862–1870             | 1841–1854                                  | Dresden                                                        | FIDELITER ET CONSTANTER                                             |
| Herzogtum Sachsen-Meiningen                                       | 1859–1867                                              | 1841–1854                                  | München                                                        | FIDELITER ET CONSTANTER                                             |
| Fürstentum Schaumburg-Lippe                                       | 1860 und 1865                                          | 1857 (Feingehalt: 33,33 g)                 | Hannover                                                       | WIENER-MÜNZVERTRAG 24 JAN. 1857                                     |
| Fürstentum Schwarzburg-Sondershausen                              | 1859–1870                                              | 1841–1854                                  | Berlin                                                         | GOTT MIT UNS                                                        |
| Fürstentum Schwarzburg-Rudolstadt (Unterherrschaft Sondershausen) | 1858–1867                                              | 1841–1845                                  | Berlin                                                         | GOTT MIT UNS                                                        |
| Fürstentum Waldeck-Pyrmont                                        | 1859 und 1867                                          | 1842–1856                                  | Berlin; Hannover (1867)                                        | MÜNZVERTRAG VOM 24 JANUAR 1857 bzw. MÜNZCONVENTION VOM 30 IULY 1838 |
| Königreich Württemberg                                            | 1857–1870                                              | 1840–1855                                  | Stuttgart                                                      | CONVENTION VOM 30 JULY 1838                                         |

## Länder mit Vereinsguldenwährung
Länder mit Vereinsgulden- statt Vereinstalerwährung waren Bayern, Württemberg, Baden, Hessen-Darmstadt, Hessen-Homburg, Nassau, Hohenzollern-Hechingen und Sigmaringen, Sachsen-Meiningen-Hildburghausen, Sachsen-Coburg-Gotha (im Fürstentum Coburg), Schwarzburg-Rudolstadt (Oberherrschaft Rudolstadt) und die freie Stadt Frankfurt am Main. Als Münzgrundgewicht wurde in Artikel X die Kölner Mark mit 233,855 Gramm festgelegt. Aus diesem Münzgrundgewicht wurden 24½ Gulden geprägt (Artikel II des Vertrages), der Gulden gemäß Artikel III in 60 Kreuzer unterteilt.
1842 trat Luxemburg ohne genaue Festlegung der Hauptwährungsmünze dem Münzverein bei. Ab 1857 prägten auch die Vereinsguldenländer und Österreich den einfachen und doppelten Vereinstaler zusätzlich zum Gulden.

## Wertvergleich bei Kleinmünzen
Einige Beispiele für die Schwierigkeiten beim Kleinmünz-Wertvergleich zwischen Vereinstalern und Vereinsgulden aus der Zeit von 1838 bis 1871(76):
2 Taler (norddt.) = 3 1⁄2 Gulden (süddt.), daraus folgen…
60 (Silber-, Neu-)Groschen (norddt.) = 210 Kreuzer (süddt.)
1 Groschen = 3 1⁄2 Kreuzer
6 Pfen(n)ing (z. B. preußisch) = 7 Pfennig (süddt.)
5 (Neu-)Pfennig (sächsisch) = 7 Pfennig (süddt.)
Hinzu kommen noch die Kurant-Umrechnungskurse zwischen denen der Hamburger und Bremer Währung, die nicht zum Münzverein gehörten:
Hamburg (1 Mark = 16 Schilling = 192 Pfennig):
17 Mark (Hamburg) = 7 Taler (preußisch bzw. norddt.)
1 Schilling (Hamburg) = 9 9⁄34 Pfenning (preußisch)
Bremen (1 Taler Gold = 72 Grote = 360 Schwaren):
100 Taler Gold (Bremen) = 112 Taler (preußisch bzw. norddt.)
1 Groten (Bremen) = 5 3⁄5 Pfenning (preußisch)
An diesen wenigen Beispielen ist gut erkennbar, dass zwar die Hauptkurantmünzen schon ab 1838 gut vergleichbar waren – es aber mit den kleinen Scheidemünzen doch erhebliche „Rundungs“-Probleme beim Preisvergleich geringwertiger Güter zwischen den verschiedenen Zollvereinsländern sowie Hamburg und Bremen gab.

## Numismatische Bedeutung
Da der Vereinstaler während der längsten Zeitspanne des Deutschen Kaiserreichs kursgültig war, bildet er für Münzsammler die logische Erweiterung des Sammelgebietes „Deutsches Reich“. Der besondere Reiz liegt darin, dass er von fast allen Mitgliedern des Deutschen Bundes geprägt wurde, einschließlich des Kaisertums Österreich und des Fürstentums Liechtenstein. So gibt es auch Vereinstaler der nach 1866 erloschenen Staaten Königreich Hannover, Herzogtum Nassau, Hessen-Homburg und Kurfürstentum Hessen sowie der Freien Stadt Frankfurt am Main.
Ausnahmen bildeten lediglich die Hansestädte Hamburg, Bremen und Lübeck, die dem Deutschen Zollgebiet erst 1888 beitraten. Die Großherzogtümer Mecklenburg-Schwerin und Mecklenburg-Strelitz, die dem Deutschen Zollverein erst mittelbar über den Norddeutschen Bund beitraten, bezeichneten ihre letzten Taler bei gleichem Silberfeingehalt nicht explizit als „Vereinstaler“.
Da einfache Vereinstaler weniger gesammelt werden als nach 1871 geprägte deutsche Silbermünzen in Mark-Währung, liegen die Preise für diese Taler gewöhnlich auch niedriger als bei den genannten Silbermünzen des Kaiserreichs bei vergleichbaren Erhaltungen und Auflagen. Lediglich die wesentlich selteneren Doppeltaler und die schon ab 1876 verrufenen (Vereins-)Gulden erzielen höhere Sammlerpreise.